# 贝伦达牛

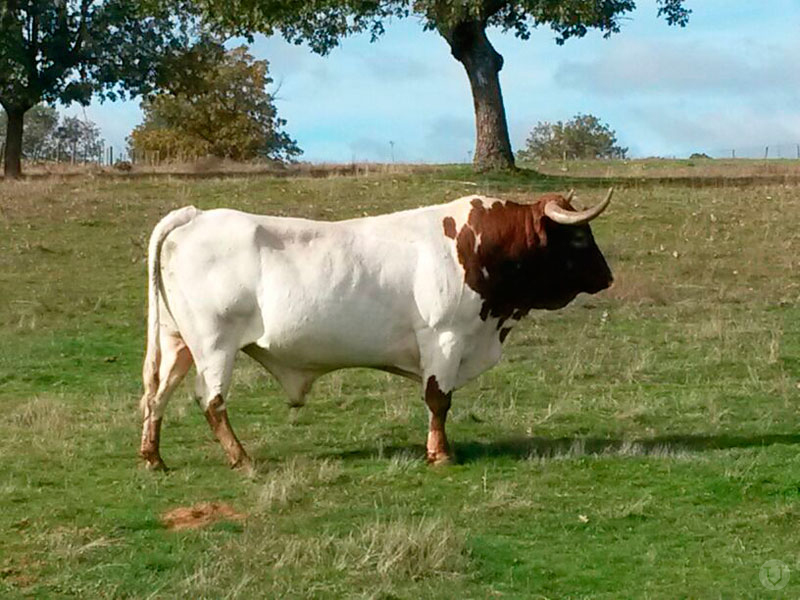
红贝伦达牛

贝伦达牛（英文名：Berrenda）是来自于西班牙安达卢西亚地区的一种稀有品种，通常用作斗牛。它分为两个变种：红贝伦达牛和黑贝伦达牛。这两个品种都很粗犷，并且对环境的适应性很强。